# Luiz Serra
Luiz Serra (Dois Córregos, 9 de maio de 1937) é um ator brasileiro.  É casado com a atriz Analy Alvarez, com quem teve duas filhas.

## Filmografia

### Televisão
| Ano     | Título                             | Personagem               | Notas                                  |
| ------- | ---------------------------------- | ------------------------ | -------------------------------------- |
| 2021    | Um Lugar ao Sol                    | Domísio                  |                                        |
| 2019    | Aruanas                            | Oscar                    | 2 episódios                            |
| 2018    | Amigo de Aluguel                   | Alfredo                  | Episódio: "Os Canastrões"              |
| 2015    | Sete Vidas                         | Aníbal                   |                                        |
| 2015    | Buuu - Um Chamado para a Aventura  | Paul Ehrlich             |                                        |
| 2013    | Malhação Casa Cheia                | Seu Gustavo              |                                        |
| 2013    | Três Teresas                       | Jeová                    | Episódio: "Provisoriamente Definitivo" |
| 2012    | As Brasileiras                     | Dr. Nogueira             | Episódio: "A Venenosa de Sampa"        |
| 2012    | Como Aproveitar o Fim do Mundo     | Astolfo                  |                                        |
| 2012    | (fdp)                              | Gino Vialli              | Episódio: "O Time do Juiz"             |
| 2011    | A Vida da Gente                    | Wilson                   |                                        |
| 2010    | Passione                           | Talarico                 |                                        |
| 2010    | Separação?!                        | Dr. Otávio               |                                        |
| 2009    | Unidos do Livramento               | João Carneiro            |                                        |
| 2009    | Tudo Novo de Novo                  | Seu Augusto              |                                        |
| 2007    | Paraíso Tropical                   | Antônio Pinheiro         |                                        |
| 2006    | Pé na Jaca                         | Saraiva Durão            |                                        |
| 1999-01 | Sandy & Junior                     | Professor Borborema      |                                        |
| 1997    | Por Amor e Ódio                    | Amador                   |                                        |
| 1996    | O Rei do Gado                      | Fazendeiro               |                                        |
| 1995    | Sangue do Meu Sangue               | Martins                  |                                        |
| 1991    | A História de Ana Raio e Zé Trovão | Delegado de Treze Tílias |                                        |
| 1985    | Jogo do Amor                       | Vicente                  |                                        |
| 1983    | Champagne                          | Dinaldo                  |                                        |
| 1983    | Sabor de Mel                       | Humberto                 |                                        |
| 1982    | Música ao Longe                    | Messias                  |                                        |
| 1982    | O Coronel e o Lobisomem            | Seu Totonho Borges       |                                        |
| 1980    | Dinheiro Vivo                      | Gabriel                  |                                        |
| 1977    | Tchan, a grande sacada             | Seu Rodrigo              |                                        |
| 1976    | Canção para Isabel                 | Mandraque                |                                        |
| 1975    | Vila do Arco                       | Curvino                  |                                        |
| 1972    | Signo da Esperança                 | Sinésio                  |                                        |
| 1970    | Toninho on The Rocks               | —                        |                                        |
| 1969    | Dez Vidas                          | —                        |                                        |
| 1965    | Somos Todos Irmãos                 | Ferdinand                |                                        |

### Cinema
| Ano  | Título                                    | Personagem            | Notas          |
| ---- | ----------------------------------------- | --------------------- | -------------- |
| 2018 | Desencanto                                | Amaral                | Curta-metragem |
| 2014 | Causa & Efeito                            | Espírita              |                |
| 2013 | A Navalha do Avô                          | Carlos                | Curta-metragem |
| 2012 | Histórias que Só Existem Quando Lembradas | Antônio               |                |
| 2012 | Entre Nós                                 | Francisco             | Curta-metragem |
| 2011 | Trabalhar Cansa                           | Antunes               |                |
| 2010 | Chico Xavier                              | Daniel Albuquerque    |                |
| 2010 | Onde Você Vai?                            | Elias                 | Curta-metragem |
| 2008 | Linha de Passe                            | Técnico do Tiradentes |                |
| 2007 | Chega de Saudade                          | Ernesto               |                |
| 1999 | Até que a Vida Nos Separe                 | Padrasto do João      |                |
| 1996 | Adágio ao Sol                             | —                     |                |
| 1988 | Quincas Borba                             | Camacho               |                |
| 1985 | O Beijo da Mulher Aranha                  | Médico                |                |
| 1982 | Sete Dias de Agonia                       | Zelão                 |                |
| 1981 | Pixote, a Lei do Mais Fraco               | Repórter              |                |
| 1981 | Os Adolescentes                           | —                     |                |
| 1980 | Ato de Violência                          | Waldemar              |                |

### No Teatro
- 2013 - Bola de Ouro
- 2008 - Lágrimas de um Guarda-Chuva